# Nathan O'Neill
Nathan O'Neill (Sydney, 23 november 1974) is een Australische voormalig wielrenner. O'Neill is vooral een tijdrijder, maar hij kan ook goed uit de voeten in licht heuvelachtige koersen en het middelgebergte, zo werd hij in 2003 derde in het eindklassement van de Ronde van Georgia.

## Belangrijkste overwinningen
2000
- 4e etappe Ronde van Zweden

2001
- 10e etappe Ronde van Langkawi
- Florence-Pistoia

2002
- Australisch kampioen tijdrijden, Elite

2003
- 1e etappe Ronde van Langkawi
- Proloog Redlands Bicycle Classic
- 2e etappe Redlands Bicycle Classic
- 3e etappe Cascade Classic
- 3e etappe Tour de Toona

2004
- Australisch kampioen tijdrijden, Elite
- 7e etappe Tour de Toona

2005
- Australisch kampioen tijdrijden, Elite
- 4e etappe Ronde van Langkawi
- 4e etappe deel A Tour de Beauce
- Eindklassement Tour de Beauce
- 3e etappe Cascade Classic

2006
- Australisch kampioen tijdrijden, Elite
- Gemenebestspelen, Individuele tijdrit op de weg
- Eindklassement Redlands Bicycle Classic

2007
- Australisch kampioen tijdrijden, Elite
- Eindklassement Ronde van de Gila
- Eindklassement Ronde van Elk Grove

## Resultaten in voornaamste wedstrijden
| Jaar | Milaan-San Remo |
| ---- | --------------- |
| 2001 | 63e             |

## Ploegen
- 1999-Navigare-Gaerne (stagiair)
- 2000-Panaria-Gaerne
- 2001-Panaria-Fiordo
- 2002-Panaria-Fiordo
- 2003-Saturn Cycling Team
- 2004-Colavita-Olive Oil
- 2005-Navigators Insurance Cycling Team
- 2006-Health Net presented by Maxxis
- 2007-Health Net presented by Maxxis
- 2010-Bahati Foundation